# 类皱叶香茶菜
类皱叶香茶菜（学名：Isodon rugosiformis）为唇形科香茶菜属下的一个种。